# Вашингтон (Џорџија)
Вашингтон (Џорџија) (енгл. Washington) град је у америчкој савезној држави Џорџија. По попису становништва из 2010. у њему је живело 4.134 становника.

## Демографија
Према попису становништва из 2010. у граду је живело 4.134 становника, што је 161 (3,7%) становника мање него 2000. године.
| Група             | 2000.         | 2010.         |
| Белци             | 1.615 (37,6%) | 1.460 (35,3%) |
| Афроамериканци    | 2.609 (60,7%) | 2.502 (60,5%) |
| Азијати           | 13 (0,3%)     | 30 (0,7%)     |
| Хиспаноамериканци | 20 (0,5%)     | 63 (1,5%)     |
| Укупно            | 4.295         | 4.134         |